# Karya Makmur (Pemali)
Karya Makmur is een bestuurslaag in het regentschap Bangka van de provincie Bangka-Belitung, Indonesië. Karya Makmur telt 5643 inwoners (volkstelling 2010).